# Duplicaria tristis
Duplicaria tristis é uma espécie de gastrópode do gênero Duplicaria, pertencente a família Terebridae.